# Rio Gârbava
O Rio Gârbova é um rio da Romênia, afluente do Anineş, localizado no distrito de Hunedoara.